# Diecéze Hamilton na Bermudách
Diecéze Hamilton je římskokatolická diecéze nacházející se na Bermudách.

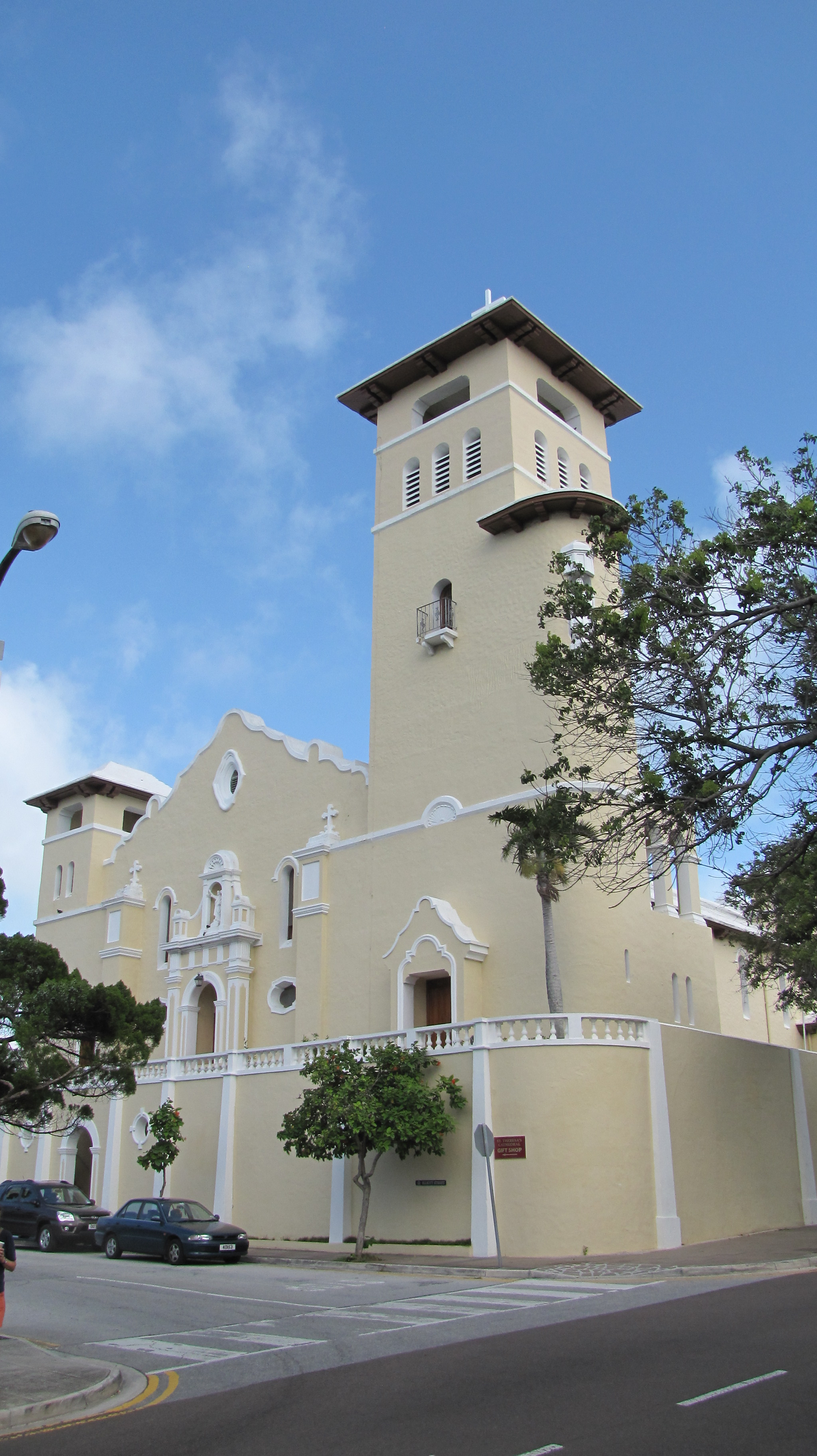
Katedrála Sv. Terezie

## Historie a současnost
Dne 19. února 1953 byla zřízena bulou Quo spiritualibus papeže Pia XII. apoštolská prefektura Bermudských ostrovů, z části území arcidiecéze Halifax.
Dne 28. ledna 1956 byla prefektura bulou Etsi curae povýšena na apoštolský vikariát.
Dne 12. června 1967 byl vikariát povýšen bulou Sanctissimae Christi na diecézi se současným názvem.
Hlavním chrámem je Katedrála Svaté Terezie z Lisieux. K roku 2006 měla diecéze: 9 275 věřících, jednoho diecézního kněze, 5 řeholních kněží, 5 řeholníků, 2 řeholnice a 6 farností.
Je sufragánnou arcidiecéze Nassau.

## Seznam prefektů a biskupů
- 1954–1966 Robert Stephen Dehler, C.R.
- 1967–1974 Bernard James Murphy, C.R.
- 1975–1995 Brian Leo John Hennessy, C.R.
- 1995–2015 Robert Joseph Kurtz, C.R.
- od 2015 Wiesław Śpiewak, C.R.